# غابرييل أنجيلا
غابرييل أنجيلا (بالإيطالية: Gabriele Angella)‏ هو لاعب كرة قدم إيطالي في مركز الدفاع، ولد في 28 أبريل 1989 في فلورنسا في إيطاليا. شارك مع منتخب إيطاليا تحت 21 سنة لكرة القدم. أما مع النوادي، فقد لعب مع كوينز بارك رينجرز ونادي أودينيزي ونادي إمبولي ونادي ريجينا ونادي سيينا ونادي واتفورد.

## وصلات خارجية
- غابرييل أنجيلا على موقع الاتحاد الأوربي (الإنجليزية)
- غابرييل أنجيلا على موقع قاعدة بيانات كرة القدم.إي يو (الإنجليزية)
- غابرييل أنجيلا على موقع Soccerbase.com (لاعب) (الإنجليزية)
- غابرييل أنجيلا على موقع Soccerway.com (الإنجليزية)
- غابرييل أنجيلا على موقع عالم كرة القدم.نت (الإنجليزية)
- غابرييل أنجيلا على موقع AS.com (الإسبانية)